# كهوف تولابي
كهوف تولابي هي جزء من نظام الكهف الطبيعي الذي ينتشر في جميع أنحاء بلدية تولابي، في مقاطعة كوماياغوا في هندوراس.

## وصلات خارجية
- Jochen Duckeck. "Caves of Honduras: Cuevas de Taulabe". Showcaves.com. مؤرشف من الأصل في 2014-05-19. اطلع عليه بتاريخ 2014-05-21.
- "Cuevas de TaulabĂŠ - Honduras Tips". Hondurastips.hn. مؤرشف من الأصل في 2020-09-28. اطلع عليه بتاريخ 2014-05-21.
- نسخة محفوظة 11 مايو 2021 على موقع واي باك مشين.
- "Republica De Honduras". Angelfire.com. مؤرشف من الأصل في 2020-01-25. اطلع عليه بتاريخ 2014-05-21.